# ملعب أرماندو بيتشي

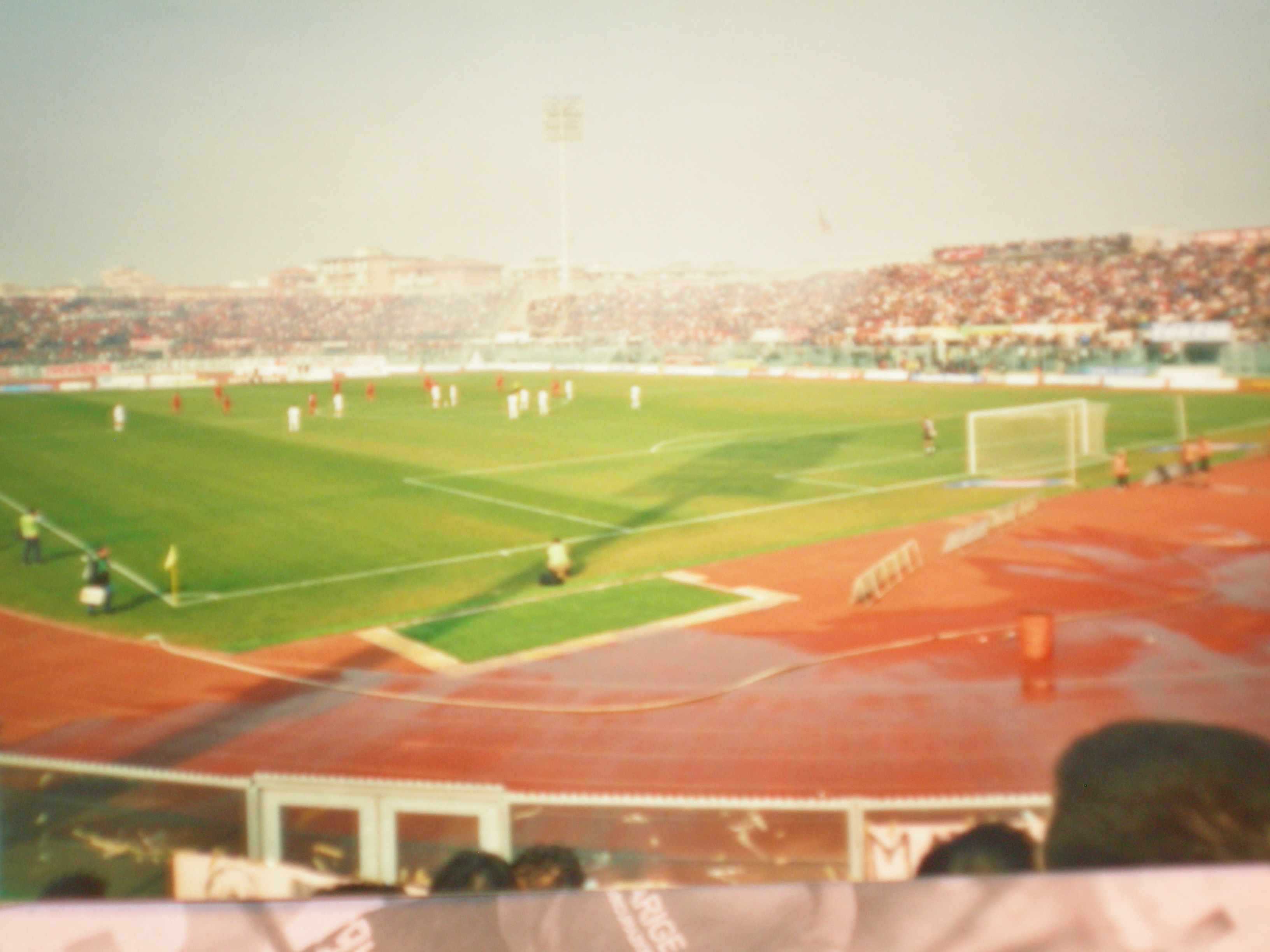

ملعب أرماندو بيتشي ملعب متعدد الاستخدامات لعدة رياضات يقع في مدينة ليفورنو الإيطالية . يعتبر الملعب الرئيسي لمباريات نادي ليفورنو . تم افتتاحه في 1935 ويتسع لحضور 19238 متفرج .